# Haut-commissaire du Royaume-Uni en Nouvelle-Zélande
Le haut-commissaire du Royaume-Uni en Nouvelle-Zélande (en anglais : High Commissioner of the United Kingdom to New Zealand) est le représentant diplomatique du Royaume-Uni auprès de la Nouvelle-Zélande.
La fonction a été créée en 1939. Depuis l'indépendance des Fidji en 1970, le haut-commissaire assure également la charge de gouverneur des îles Pitcairn.

## Liste des hauts-commissaires
| Nom (Naissance–Décès)             | Portrait | Mandat           | Mandat           | Notes   | Monarque     |
| Nom (Naissance–Décès)             | Portrait | Début            | Fin              | Notes   | Monarque     |
| --------------------------------- | -------- | ---------------- | ---------------- | ------- | ------------ |
| Harry Batterbee (1880-1976)       |          | 1939             | 1945             |         | George VI    |
| Patrick Duff                      |          | 1945             | 1949             |         | George VI    |
| Roy Price                         |          | 1949             | 1953             |         | George VI    |
| Gal Geoffrey Scoones (1893-1975)  |          | 1953             | 1957             |         | Élisabeth II |
| George Mallaby                    |          | 1957             | 1959             |         | Élisabeth II |
| Francis Cumming-Bruce (1912-2013) |          | 1959             | 1963             |         | Élisabeth II |
|                                   |          |                  |                  |         | Élisabeth II |
| Arthur Galsworthy (1916-1986)     |          | 1969             | janvier 1973     |         | Élisabeth II |
| David Aubrey Scott (1919–2010)    |          | janvier 1973     | 1975             | [ 1 ]   | Élisabeth II |
| Harold Smedley (1920–2004)        |          | février 1976     | septembre 1980   | [ 2 ]   | Élisabeth II |
| Richard Stratton                  |          | septembre 1980   | juillet 1984     | [ 3 ]   | Élisabeth II |
| Terence Daniel O'Leary            |          | juillet 1984     | décembre 1987    |         | Élisabeth II |
| Robin Byatt (1930–2019)           |          | décembre 1987    | septembre 1990   |         | Élisabeth II |
| David Moss (né 1938)              |          | septembre 1990   | août 1994        |         | Élisabeth II |
| Robert John Alston (né 1938)      |          | août 1994        | 10 février 1998  |         | Élisabeth II |
| Martin Williams (né 1941)         |          | avril 1998       | 10 décembre 2001 |         | Élisabeth II |
| Richard Fell (né 1948)            |          | 10 décembre 2001 | avril 2006       | [ 4 ]   | Élisabeth II |
| George Fergusson (né 1955)        |          | 2 mai 2006       | 18 mai 2010      |         | Élisabeth II |
| Mike Cherrett                     |          | 19 mai 2010      | 3 juin 2010      | intérim | Élisabeth II |
| Victoria Treadell (née 1959)      |          | 3 juin 2010      | juillet 2014     | [ 5 ]   | Élisabeth II |
| Jonathan Sinclair (né 1970)       |          | 15 août 2014     | 9 décembre 2017  | [ 6 ]   | Élisabeth II |
| Robin Shackell                    |          | 9 décembre 2017  | janvier 2018     | intérim | Élisabeth II |
| Laura Clarke (née 1978)           |          | 25 janvier 2018  | août 2022        |         |              |
| Iona Thomas                       |          | 3 août 2022      | en fonction      | [ 7 ]   |              |